# Приказ сбора ратных и даточных людей
Приказ сбора ратных и даточных людей, Сбора ратных и доимки даточных людей — один из органов военного управления (временный, в период войны) Русского царства, предназначенный для сбора личного состава вооружённых сил.
Создан царём и великим князем всей Руси Михаилом Фёдоровичем Романовым в 1633 (1634) году.
В некоторых источниках указано на два приказа: «Приказ сбора ратных людей» (Ведал набором ратных людей и сбором денежных средств для обороны южных границ, 1636 (1637) — 1654 годов) и "Приказ сбора даточных людей" (Ведал набором тяглых людей для различных работ в военное время и комплектованием драгунских и солдатских полков, 1630 (1631) — 1650 (1654) годов).
Возглавляли приказ судьи из числа бояр, окольничьих, а также дьяки и думные дворяне.
В его ведении находились ратные и даточные люди (ратники) Русского государства, ведал набором тяглых людей для тыловых работ в военное время, занимался также комплектованием драгунских и солдатских полков (1633 года — конец 30-х годов XVII века, 1651 — 1654 годов, соединён с приказом Костромской четверти).
Учреждался не раз во время войн для сбора ратных людей с поместий и вотчин. Такой приказ был учреждён, например, в 1633 году и просуществовал до 1650 года.
В мирное время он занимался сбором ратных людей для драгунских и солдатских полков.